# Astaena lurida
Astaena lurida är en skalbaggsart som beskrevs av Moser 1918. Astaena lurida ingår i släktet Astaena och familjen Melolonthidae. Inga underarter finns listade.